# Mantagani, Savanur
Mantagani là một làng thuộc tehsil Savanur, huyện Haveri, bang Karnataka, Ấn Độ.